# NGC 2785
NGC 2785 ist eine Galaxie vom Hubble-Typ SBm/P im Sternbild Luchs am Nordsternhimmel. Sie ist schätzungsweise 117 Millionen Lichtjahre von der Milchstraße entfernt.
Das Objekt wurde am 16. März 1884 vom französischen Astronomen Édouard Stephan entdeckt.